# Discografia del Requiem di Mozart
Le registrazioni del Requiem di Wolfgang Amadeus Mozart sono numerosissime; molti sono i direttori d'orchestra che si sono cimentati con il capolavoro mozartiano. Vengono spesso proposte nuove pubblicazioni che si aggiungono alle svariate ristampe di registrazioni del passato, alcune di grande valore storico-documentaristico. Il primo direttore che si misurò con l'incisione del Requiem fu Bruno Walter a Vienna nel 1935 con l'orchestra e il coro della Wiener Philharmoniker.

## Discografia parziale
- Josef Krips, Wiener Philharmoniker, Wiener Hofmusikkapelle, Werner Pech, Hans Breitschopf, Walther Ludwig, Harald Pröglhöf, London Records, 1950.
- Robert Shaw, Orchestra della RCA Victor, Corale Robert Shaw, Yvonne Ciannella, Doris Okerson, Walter Carringer, Raymond Keast, RCA Victor, 1950
- Hans Schmidt-Isserstedt, NDR Elbphilharmonie Orchester, NDR Chor, Lisa Della Casa, Maria von Ilosvay, Helmut Krebs, Gottlob Frick, Tahra, 1952.
- Rudolf Kempe, Berliner Philharmoniker, Coro della Cattedrale di Sant'Edvige di Berlino, Elisabeth Grümmer, Marga Höffgen, Helmut Krebs, Gottlob Frick, His Master's Voice, 1955.
- Eugen Jochum, Wiener Philharmoniker, coro della Wiener Staatsoper, Irmgard Seefried, Gertrude Pitzinger, Richard Holm, Kim Borg, Deutsche Grammophon, 1955.
- Bruno Walter, Wiener Philharmoniker, Coro della Wiener Staatsoper, Lisa Della Casa, Ira Malaniuk, Anton Dermota, Cesare Siepi, Orfeo C430 961B, 1956.
- Bruno Walter, New York Philharmonic, Westminster Choir, Irmgard Seefried, Jennie Tourel, Léopold Simoneau, William Warfield, Columbia Records, 1956.
- Karl Böhm, Orchestra Sinfonica di Vienna, Coro della Wiener Staatsoper, Teresa Stich-Randall, Ira Malaniuk, Waldemar Kmentt, Kurt Böhme, Philips Records, 1956.
- Karl Richter, Münchener Bach-Orchester, Coro della Münchener Bach-Orchester, Maria Stader, Hertha Töpper, John van Kesteren, Karl-Christian Kohn, Teldec, 1961.
- Herbert von Karajan, Berliner Philharmoniker, Wiener Singverein, Wilma Lipp, Hilde Rössel-Majdan, Anton Dermota, Walter Berry, Deutsche Grammophon, 1962.
- Erich Leinsdorf, Boston Symphony Orchestra, Chorus pro Musica Harvard, Coro del New England Conservatory of Music,  coro del Saint John's Seminary di Boston, Saramae Endich, Eunice Alberts, Nicholas Di Virgilio, Mac Morgan, RCA Red Seal, 1964.
- István Kertész, Wiener Philharmoniker, coro della Wiener Staatsoper, Elly Ameling, Marilyn Horne, Ugo Benelli,   Tugomir Franc, Decca Records, 1966.
- Karl Böhm, Orchestra Sinfonica di Vienna, coro della Wiener Staatsoper, Gundula Janowitz, Christa Ludwig, Peter Schreier, Walter Berry, Deutsche Grammophon, 1971.
- Benjamin Britten, English Chamber Orchestra, Coro dell'Aldeburgh Festival, Heather Harper, Alfreda Hodgson, Peter Pears, John Shirley-Quirk, BBC, 1971.
- Karl Böhm, Wiener Philharmoniker, Konzertvereinigung Wiener Staatsopernchor, Edith Mathis, Julia Amari, Wieslaw Ochman, Karl Ridderbusch, Deutsche Grammophon, 1972.
- Daniel Barenboim, English Chamber Orchestra, John Alldis Coro, Sheila Armstrong, Janet Baker, Nicolai Gedda, Dietrich Fischer-Dieskau, EMI, 1972.
- Herbert von Karajan, Berliner Philharmoniker, Wiener Singverein, Anna Tomowa-Sintow, Agnes Baltsa, Werner Krenn, José van Dam, Deutsche Grammophon, 1975.
- Neville Marriner, orchestra e coro Academy of Saint Martin-in-the-Fields, Ileana Cotrubaș, Helen Watts, Robert Tear, John Shirley-Quirk, Decca, 1977.
- Carlo Maria Giulini, Philharmonia Orchestra, Philharmonia Chorus, Helen Donath, Christa Ludwig, Robert Tear, Robert Lloyd, EMI, 1979.
- Helmuth Rilling, Bach-Collegium Stuttgart, Gächingen Chorale, Arleen Auger, Carolyn Watkinson, Siegfried Jerusalem, Siegmund Nimsgern, CBS Records International, 1979.
- Nikolaus Harnoncourt, Concentus Musicus Wien, coro della Wiener Staatsoper, Rachel Yakar, Ortrun Wenkel, Kurt Equiluz, Robert Holl, Teldec, 1982. [2]
- Peter Schreier, Sächsische Staatskapelle Dresden, Coro della Radio di Lipsia, Margaret Price, Trudeliese Schmidt, Francisco Araiza, Theo Adam, Philips Records, 1983 (CD, 2001).
- Colin Davis, Orchestra sinfonica della radio bavarese, coro della Bayerischer Rundfunk, Edith Matis, Trudeliese Schmidt, Peter Schreier, Gwynne Howell, Arthaus, 1984.
- Daniel Barenboim, Orchestre de Paris, Choeur de Paris, Kathleen Battle, Ann Murray, David Rendall, Matti Salminen, EMI, 1986.
- Riccardo Muti, Berliner Philharmoniker, Swedish Radio Chorus, Patrizia Pace, Waltraud Meier, Frank Lopardo, James Morris, His Master's Voice, 1987.
- Christopher Hogwood, English Baroque Soloists, coro dell'Academy of Ancient Music, Emma Kirkby, Carolyn Watkinson, Anthony Rolfe Johnson, David Thomas, Éditions de l'Oiseau-Lyre, 1984.[3]
- John Eliot Gardiner, English Baroque Soloists, Monteverdi Choir, Barbara Bonney, Anne Sofie von Otter, Hans Peter Blochwitz, Willard White, Philips Records, 1987.
- Leonard Bernstein, Orchestra sinfonica della radio bavarese, Coro della Radio bavarese, Marie McLaughlin, Maria Ewing, Jerry Hadley, Cornelius Hauptmann, Deutsche Grammophon, 1989 (riedito nel 2006).
- Ton Koopman, Amsterdam Baroque Orchestra & Choir, Barbara Schlick, Carolyn Watkinson, Christoph Prégardien, Harry van der Kamp, Erato, 1989.
- Georg Solti, Wiener Philharmoniker, coro della Wiener Staatsoper, Arleen Auger, Cecilia Bartoli, Vinson Cole, René Pape, Decca, 1991.
- William Christie, Les Arts Florissants, Anna Maria Panzarella, Nathalie Stutzmann, Christoph Prégardien, Nathan Berg, Erato 0630 10697-2, 1995.
- Claudio Abbado, Berliner Philharmoniker, Swedish Radio Choir, Karita Mattila, Sara Mingardo, Michael Schade, Bryn Terfel, Deutsche Grammophon, 1999.
- Frieder Bernius, Barockorchester Stuttgart, Kammerchor Stuttgart, Vasiljka Jezošek, Claudia Schubert, Marcus Ullmann, Michael Volle, Carus, 2000.
- Jos van Veldhoven, Netherlands Bach Society, coro del Netherlands Bach Society, Marie-Noëlle de Callataÿ, Annette Markert, Robert Getchell, Peter Harvey, Channel Classics, 2001.[4]
- Charles Mackerras, Scottish Chamber Orchestra e Coro, Susan Gritton, Catherine Wyn-Rogers, Timothy Robinson, Peter Rose, Levin Edition, 2003.
- Christian Thielemann, Münchner Philharmoniker, coro della Radio bavarese, Sibylla Rubens, Lioba Braun, Steve Davislim,  Georg Zeppenfeld, Deutsche Grammophon, 2006.
- Teodor Currentzis, MusicAeterna Ensemble, The New Siberian Singers, Simone Kermes, Stéphane Houtzel, Markus Brutscher, Arnaud Richard, Alpha-Outhere, 2011.[5]
- John Butt, Dunedin Consort, Joanne Lunn, Rowan Hellier, Thomas Hobbs, Matthew Brook, Linn Records, CKD449, 2014 [6]
- Howard Arman, Akademie für Alte Musik Berlin, coro della Bayerischer Rundfunk, Christina Landshamer, Sophie Harmsen, Julian Prégardien, Tareq Nazm, Bayerischer Rundfunk Klassik, 2020.[7]